# Chipinge
Chipinge o Chipinga è un centro abitato dello Zimbabwe, situato nella Provincia del Manicaland.
Nota in origine come Chipinga, l'insediamento venne rinominato South Melsetter nel 1893, nome che mantenne fino al 1907.